# Stowarzyszenie Wolnomyślicieli Polskich
Stowarzyszenie Wolnomyślicieli Polskich – ruch świecki powołany w 1907 w Warszawie. Stowarzyszenie Wolnomyślicieli Polskich było pierwszą taką organizacją na ziemiach polskich.

## Historia
8 grudnia 1907 r. delegaci I Krajowego Zjazdu Wolnomyślicielstwa Polskiego w Warszawie, powołali Stowarzyszenie Wolnomyślicieli Polskich. Wśród uczestników-założycieli byli działacze społeczni: Aleksander Świętochowski i Ludwik Krzywicki. Uczestnicy zjazdu rekrutowali się z różnych środowisk, głównie emigracyjnych stowarzyszeń świeckich takich jak powstała we Francji Polska Liga Myśli Wolnej. Stowarzyszenie stawiało sobie za cel walkę o wprowadzenie: świeckich standardów życia publicznego, świeckiej metryki, świeckiego ślubu i pogrzebu oraz zniesienie przymusu nauczania religii w szkołach. Carskie represji doprowadziły do szybkiej delegalizacji SWP już w 1909 roku.
W maju 1920 r. z inicjatywy Jana Baudouina de Courtenay reaktywowano działalność SWP. De Courtenay został jego pierwszym prezesem. Wśród założycieli byli m.in.: Romuald Minkiewicz, Jan Hempel, Józef Landau. Ruch domagał się przede wszystkim rzeczywistego oddzielenia kościoła od państwa, (szczególnie w sferze edukacji publicznej), prawnego uznania bezwyznaniowości. 
Na trzecim zjeździe SWP w 1925 r. dokonał się rozłam w organizacji na zwolenników tradycji oświeceniowej i liberalnej na czele z Janem Baudouin de Courtenay i Józefem Landauem, oraz zwolenników marksizmu. Władzę przejęła grupa lewicowych działaczy z Janem Hemplem, dla których wcześniejsze postulaty ruchu były nazbyt liberalne.
Stowarzyszenie zaczęło podkreślać wątki antyklerykalne i ateistyczne, przystąpiło do Międzynarodówki Proletariackich Wolnomyślicieli. 
Grupa działaczy związana ze starym kierownictwem opuściła organizację i powołała w 1926 Polski Związek Myśli Wolnej (PZMW). 
W 1928 r. władze administracyjne rozwiązały Stowarzyszenie Wolnomyślicieli Polskich. Większość działaczy zdelegalizowanego SWP przyłączyła się do Polskiego Związku Myśli Wolnej, który z czasem zaczął odwoływać się do lewicowych haseł, co doprowadziło do jego delegalizacji w 1936 roku.